# Chief of Staff of the United States Army

De vlag van de Chief of Staff of the Army.

De Chief of Staff of the United States Army (CSA) is de hoogste, actieve officier binnen het Amerikaanse leger. Tevens is de CSA lid van de Joint Chiefs of Staff.
De CSA wordt altijd genomineerd door de president van de Verenigde Staten, en benoemd indien een ruime meerderheid van de Senaat hiermee instemt.

## Taken
De Chief of Staff brengt rechtstreeks verslag uit aan de Secretary of the Army over aan het leger gerelateerde zaken, en ondersteunt de Secretary bij onder andere het naleven van het beleid, de plannen en de projecten van het leger. Verder kan de Chief of Staff de inspecteur-generaal opdracht geven tot het uitvoeren van een onderzoek of inspectie, heeft hij het bevel over de Army Staff, en heeft hij een ceremoniële functie.
Het salaris van de Chief of Staff is $19.326,60 per maand.

De vlag van de Chief of Staff of the Army.

De Chief of Staff of the United States Army (CSA) is de hoogste, actieve officier binnen het Amerikaanse leger. Tevens is de CSA lid van de Joint Chiefs of Staff.
De CSA wordt altijd genomineerd door de president van de Verenigde Staten, en benoemd indien een ruime meerderheid van de Senaat hiermee instemt.

## Lijst
| Nr.    | Chief of Staff of the Army | Chief of Staff of the Army                           | Ambtstermijn      | Ambtstermijn      | Eenheid                          |
| ------ | -------------------------- | ---------------------------------------------------- | ----------------- | ----------------- | -------------------------------- |
| 1      | Samuel Young               | Lieutenant–General Samuel Young (1840–1924)          | 15 augustus 1903  | 8 januari 1904    | Cavalerie                        |
| Vacant |                            |                                                      |                   |                   |                                  |
| 2      | Adna Chaffee               | Lieutenant–General Adna Chaffee (1842–1914)          | 20 augustus 1904  | 14 januari 1906   | Cavalerie                        |
| 3      | John Bates                 | Lieutenant–General John Bates (1842–1919)            | 14 januari 1906   | 14 april 1906     | Infanterie                       |
| 4      | Franklin Bell              | Major–General Franklin Bell (1856–1919)              | 14 april 1906     | 22 april 1910     | Cavalerie                        |
| 5      | Leonard Wood               | Major–General Leonard Wood (1860–1927)               | 22 april 1910     | 22 april 1914     | Infanterie/ Geneeskundige Dienst |
| 6      | William Wotherspoon        | Major–General William Wotherspoon (1850–1921)        | 22 april 1914     | 16 november 1914  | Infanterie                       |
| 7      | Hugh Scott                 | Major–General Hugh Scott (1853–1934)                 | 16 november 1914  | 22 september 1917 | Cavalerie                        |
| 8      | Tasker Bliss               | General Tasker Bliss (1853–1930)                     | 22 september 1917 | 20 mei 1918       | Artillerie                       |
| 9      | Peyton March               | General Peyton March (1864–1953)                     | 20 mei 1918       | 1 juli 1921       | Artillerie                       |
| 10     | John Pershing              | General of the Armies John Pershing (1860–1948)      | 1 juli 1921       | 14 september 1924 | Cavalerie                        |
| 11     | John Hines                 | Major–General John Hines (1868–1968)                 | 14 september 1924 | 20 november 1926  | Infanterie                       |
| 12     | Charles Summerall          | General Charles Summerall (1867–1955)                | 20 november 1926  | 20 november 1930  | Artillerie                       |
| 13     | Douglas MacArthur          | General Douglas MacArthur (1880–1964)                | 20 november 1930  | 1 oktober 1935    | Infanterie/Genie                 |
| 14     | Malin Craig                | General Malin Craig (1875–1945)                      | 1 oktober 1935    | 1 september 1939  | Cavalerie                        |
| 15     | George Marshall            | General of the Army George Marshall (1880–1959)      | 1 september 1939  | 18 november 1945  | Infanterie                       |
| 16     | Dwight D. Eisenhower       | General of the Army Dwight D. Eisenhower (1890–1969) | 18 november 1945  | 6 februari 1948   | Infanterie/Cavalerie             |
| 17     | Omar Bradley               | General Omar Bradley (1893–1981)                     | 6 februari 1948   | 15 augustus 1949  | Infanterie                       |
| 18     | Lawton Collins             | General Lawton Collins (1896–1987)                   | 15 augustus 1949  | 15 augustus 1953  | Infanterie                       |
| 19     | Matthew Ridgway            | General Matthew Ridgway (1895–1993)                  | 15 augustus 1953  | 1 juli 1955       | Infanterie/ Luchtlandingstroepen |
| 20     | Maxwell Taylor             | General Maxwell Taylor (1901–1987)                   | 1 juli 1955       | 1 juli 1959       | Genie/Artillerie                 |
| 21     | Lyman Lemnitzer            | General Lyman Lemnitzer (1899–1988)                  | 1 juli 1959       | 1 oktober 1960    | Artillerie                       |
| 22     | George Decker              | General George Decker (1902–1988)                    | 1 oktober 1960    | 1 oktober 1962    | Infanterie                       |
| 23     | Earle Wheeler              | General Earle Wheeler (1908–1975)                    | 1 oktober 1962    | 1 juli 1964       | Infanterie                       |
| 24     | Harold Johnson             | General Harold Johnson (1912–1983)                   | 1 juli 1964       | 1 juli 1968       | Infanterie                       |
| 25     | William Westmoreland       | General William Westmoreland (1914–2005)             | 1 juli 1968       | 1 juli 1972       | Artillerie/ Luchtlandingstroepen |
| [ 4 ]  | Bruce Palmer               | General Bruce Palmer (1913–2000)                     | 1 juli 1972       | 12 oktober 1972   | Cavalerie/ Luchtlandingstroepen  |
| 26     | Creighton Abrams           | General Creighton Abrams (1914–1974)                 | 12 oktober 1972   | 4 september 1974  | Cavalerie                        |
| Vacant |                            |                                                      |                   |                   |                                  |
| 27     | Frederick Weyand           | General Frederick Weyand (1916–2010)                 | 3 oktober 1974    | 1 oktober 1976    | Infanterie                       |
| 28     | Bernard Rogers             | General Bernard Rogers (1921–2008)                   | 1 oktober 1976    | 22 juni 1979      | Infanterie                       |
| 29     | Edward Meyer               | General Edward Meyer (1928–2020)                     | 22 juni 1979      | 22 juli 1983      | Infanterie/Cavalerie             |
| 30     | John Wickham               | General John Wickham (1928–2024)                     | 22 juli 1983      | 22 juni 1987      | Infanterie/Cavalerie             |
| 31     | Carl Vuono                 | General Carl Vuono (1934)                            | 22 juni 1987      | 20 juni 1991      | Artillerie                       |
| 32     | Gordon Sullivan            | General Gordon Sullivan (1937–2024)                  | 20 juni 1991      | 20 juni 1995      | Cavalerie                        |
| 33     | Dennis Reimer              | General Dennis Reimer (1939)                         | 20 juni 1995      | 20 juni 1999      | Infanterie/Artillerie            |
| 34     | Eric Shinseki              | General Eric Shinseki (1942)                         | 20 juni 1999      | 1 augustus 2003   | Infanterie/Cavalerie             |
| 35     | Peter Schoomaker           | General Peter Schoomaker (1946)                      | 1 augustus 2003   | 10 april 2007     | Infanterie                       |
| 36     | George Casey               | General George Casey (1948)                          | 10 april 2007     | 10 april 2011     | Cavalerie                        |
| 37     | Martin Dempsey             | General Martin Dempsey (1952)                        | 10 april 2011     | 7 september 2011  | Cavalerie                        |
| 38     | Raymond Odierno            | General Raymond Odierno (1954–2021)                  | 7 september 2011  | 14 augustus 2015  | Artillerie                       |
| 39     | Mark Milley                | General Mark Milley (1958)                           | 14 augustus 2015  | 9 augustus 2019   | Infanterie/ Luchtlandingstroepen |
| 40     | James McConville           | General James McConville (1959)                      | 9 augustus 2019   | 21 september 2023 | Cavalerie                        |
| 41     | Randy George               | General Randy George (1964)                          | 21 september 2023 | heden             | Infanterie                       |